# Jaroslav Milan
Jaroslav Milan (* 27. března 1958 Martin) je bývalý slovenský fotbalista, záložník.

## Fotbalová kariéra
V československé lize hrál za Slovan Bratislava. Nastoupil ve 13 ligových utkáních a dal 1 ligový gól. Ve druhé nejvyšší soutěži hrál za Iskru Matador Bratislava.

## Ligová bilance
| Ročník                                      | Zápasy | Góly | Klub                     |
| ------------------------------------------- | ------ | ---- | ------------------------ |
| 1. československá fotbalová liga 1979/80    | 13     | 1    | Slovan Bratislava        |
| 1. slovenská národní fotbalová liga 1981/82 | 15     | 0    | Iskra Matador Bratislava |
| 1. slovenská národní fotbalová liga 1982/83 | 28     | 4    | Iskra Matador Bratislava |
| 1. slovenská národní fotbalová liga 1983/84 | 14     | 1    | Iskra Matador Bratislava |
| CELKEM 1. liga                              | 13     | 1    |                          |